# سام کوکسگرو
سام کوکسگرو (انگلیسی: Sam Cosgrove؛ زادهٔ ۲ دسامبر ۱۹۹۶) بازیکن فوتبال اهل بریتانیا است.
از باشگاه‌هایی که در آن بازی کرده‌است می‌توان به باشگاه فوتبال ویگان اتلتیک و باشگاه فوتبال بارو اشاره کرد.